# Toyota Grand Prix of Miami 1996
Toyota Grand Prix of Miami 1996 ingick i CART World Series säsongen 1996. Det kördes den 3 mars på den nybyggda Homestead-Miami Speedway. Jimmy Vasser vann tävlingen, vilket var hans första seger i en CART-tävling någonsin. Det var även starten på en ny era, då CART och Indianapolis 500 för första gången sedan 1981 var splittrade.

## Resultat
| Plats | Förare                | Team                     | Grid | Kvaltid |
| ----- | --------------------- | ------------------------ | ---- | ------- |
| 1     | Jimmy Vasser          | Chip Ganassi Racing      | 3    | 27.958  |
| 2     | Gil de Ferran         | Walker Racing            | 2    | 27.787  |
| 3     | Robby Gordon          | Walker Racing            | 7    | 28.199  |
| 4     | Scott Pruett          | Patrick Racing           | 4    | 27.965  |
| 5     | Bobby Rahal           | Rahal-Hogan Racing       | 5    | 28.002  |
| 6     | Christian Fittipaldi  | Newman/Haas Racing       | 15   | 28.434  |
| 7     | Greg Moore            | Forsythe Racing          | 6    | 28.053  |
| 8     | Al Unser Jr.          | Marlboro Team Penske     | 13   | 28.406  |
| 9     | Michael Andretti      | Newman/Haas Racing       | 10   | 28.256  |
| 10    | Bryan Herta           | Rahal-Hogan Racing       | 11   | 28.259  |
| 11    | Adrián Fernández      | Tasman Motorsports       | 16   | 28.457  |
| 12    | Scott Goodyear        | Walker Racing            | 22   | 28.949  |
| 13    | Emerson Fittipaldi    | Hogan Penske Racing      | 12   | 28.298  |
| 14    | Raul Boesel           | Brahma Sports Team       | 17   | 28.566  |
| 15    | Eddie Lawson          | Galles Racing            | 20   | 28.885  |
| 16    | André Ribeiro         | Tasman Motorsports       | 9    | 28.249  |
| 17    | Mark Blundell         | PacWest Racing           | 19   | 28.820  |
| 18    | Hiro Matsushita       | Payton/Coyne Racing      | 23   | 29.436  |
| 19    | Stefan Johansson      | Bettenhausen Motorsports | 18   | 28.787  |
| 20    | Carlos Guerrero       | Dick Simon Racing        | 21   | 28.897  |
| 21    | Juan Manuel Fangio II | All American Racing      | 26   | 30.897  |
| 22    | Jeff Krosnoff         | Arciero/Wells Racing     | 25   | 29.792  |
| 23    | Paul Tracy            | Marlboro Team Penske     | 1    | 27.681  |
| 24    | Alex Zanardi          | Chip Ganassi Racing      | 14   | 28.427  |
| 25    | Marco Greco           | Dick Simon Racing        | 24   | 29.651  |
| 26    | Maurício Gugelmin     | PacWest Racing           | 8    | 28.245  |
| 27    | Roberto Moreno        | Payton/Coyne Racing      | 27   | -       |